# Негрос
Негрос (на тагалог: Negros) е остров в централната част на Филипинския архипелаг, разположен между море Сулу на юг и запад и море Висаян на север, територия на Филипините. Площта му е 13 074 km². Населението му към 2020 г. е 4 657 000 души. На северозапад протокът Гимарас го отделя от островите Гимарас и Панай, а на изток протокът Таньон – от остров Себу. Релефът му е предимно планински, с максимална височина вулкана Канлаон, 2460 m. На запад и северозапад се простират широки до 20 km плодородни равнини, изградени предимно от вулканични почви. Климатът е субекваториален, мусонен. Годишната сума на валежите варира от 1400 mm по източното до над 3200 mm по западното крайбрежие. Склоновете на планините са обрасли с вечнозелени тропични гори, а равнините са заети от савани. Населението се занимава предимно със земеделие, като се отглежда захарна тръстика (основна селскостопанска култура), ориз, царевица. Добива се ценна дървесина и се разработват находища на мед (Сипалай) и сяра. Цялото крайбрежие на острова е гъсто населено, като най-големите селища са градовете Баколод (административен център на провинция Западен Негрос), Думагете (административен център на Източен Негрос), Хибайо, Сан Карлос, Кадис, Сан Хосе, Викторяс, Силай, Талисай, Ла Карлота, Ла Кастеляна, Хинигаран, Биналбаган, Салонг.